# Плахино (Захаровский район)
Пла́хино — село в Захаровском районе Рязанской области, административный центр Плахинского сельского поселения.

## География
Село расположено на высоте 173 м над уровнем моря в 15 км на северо-восток от райцентра села Захарово.

## История
Плахино в качестве пустоши, «что была за Андреем Раковым», упоминается в писцовых книгах 1553 года в числе вотчин Богословского монастыря. В выписи 1573 года Плахино именуется сельцом, в котором 3 двора монастырских слуг, всего крестьянских дворов 23, в выписи 1575 года оно именуется деревней. Строительство в селе Богоявленской церкви впервые относится к 1689 году. В 1782 году в селе была построена каменная церковь по предложению Петра Андреевича Колычева с Богословским приделом. П.А. Колычев просил также разрешения употребить материал старой церкви на сооружение часовни. Однако он получил отказ. В 1824 году было начато строительство храма, а в 1850 году начато строительство колокольни. 
В клировой ведомости за 1915 года указано, что храм был построен в 1835 году на средства прихожан и с помощью кошельковой суммы и разных благотворителей, зданием каменный с такой же колокольней, которая была построена в 1859 году. В 1861 году устроены на левой стороне придел во имя Казанской иконы Божией Матери, а на правой - во имя святого апостола и евангелиста Иоанна Богослова придел был возобновлен. В 1864 году для колокольни был куплен большой колокол. Церковь в селе Плахине была закрыта на слом 21.06.1939 на основании Постановления Оргкомитета Президиума Верховного Совета РСФСР.
В XIX — начале XX века село являлось центром Плахинской волости Михайловского уезда Рязанской губернии. В 1905 году в селе было 516 дворов.
С 1929 года село являлось центром Плахинского сельсовета Захаровского района Рязанского округа Московской области, с 1937 года — в составе Рязанской области, с 2005 года — административный центр Плахинского сельского поселения.

## Население
| 1859 | 1897  | 1905  | 2010 | 2023 |
| ---- | ----- | ----- | ---- | ---- |
| 1724 | ↗2581 | ↗3213 | ↘527 | ↘521 |

## Культура и достопримечательности
В 2003 году в рамках 120-летия со дня рождения А. В. Александрова был открыт музей композитора в школе его имени, установлены памятник-бюст и мемориальная доска на бывшем здании школы, где начинал учиться А. В. Александров. 

## Русская православная церковь
В селе действует Иоанно-Богословская церковь.

## Известные уроженцы
- Александров, Александр Васильевич (1883—1946) — композитор и дирижёр, народный артист СССР, автор музыки гимна Советского Союза[11].
- Свистунов, Анатолий Иванович (1920—1946) — Герой Советского Союза.